# یارموت (آیووا)
یارموت (به انگلیسی: Yarmouth) یک منطقهٔ مسکونی در ایالات متحده آمریکا است که در شهرستان دس موینس، آیووا واقع شده‌است.